# Arma (huyện)
Huyện Arma là một huyện thuộc tỉnh Shabwah, Yemen. Đến thời điểm năm 2003, huyện này có dân số 10188 người